# Поисковые исследования
Поиско́вые иссле́дования — это выполнение определенных действий, направленных на получение новых знаний или пополнение багажа уже существующих путем изучения и анализа новых объектов, территорий, банков данных и т. п. Состоят из последовательного логического выполнения определенных организационно-технических, методологических и методических процедур, основанных на постоянном и непрерывном поиске, анализе и систематизации полученной информации. Такой тип исследований может быть связан с изучением новых социумов, их традиций и мировоззрений в контексте тематики проводимых работ и поставленных целей в рамках конкретного проекта.

## Сферы проведения поисковых исследований
Человек — первоначальный носитель информации. Поэтому социологические исследования являются наиболее эффективными и действенными в рамках изучения многих вопросов. Поисковые исследования предполагают постоянный поиск новых фактов, закономерностей, знаний. Поиск этот будет прекращен в случае оптимальной приближенности к желаемым результатам в таких сферах как:
- Психология,
- Социология,
- Маркетинг,
- История,
- Математика,
- Физика,
- Химия,
- Инженерия,
- Строительство и т. п.

Поисковые исследования предполагают непосредственный поиск фактов и деталей, приводящих к ним, которые могут нести потенциальную пользу для проекта или в какой-то степени приблизить желаемый результат.
Очень популярными и распространенными на сегодняшний день поисковыми исследованиями являются маркетинговые исследования, в ходе которых может изучаться спрос на определенный товар или услугу в каком-то регионе и т. п. . По результатам таких действий устанавливают закономерности, могут корректировать политику развития брендов, продукции, определять приоритеты в работе компаний и многое другое.

## Что может изучаться в рамках поисковых исследований?
В зависимости от того, в какой области проводятся исследования, определяется круг задач, в рамках которых будут изучаться соответствующие данные, полученные от носителей выбранного социума, будь то жители определенной улицы, района, поселка, города или страны, континента.

### Направления поисковых исследований
- установление наличия новых объектов, их свойств и методов
- подтверждение или опровержение выдвинутых гипотез и утверждений
- установление особенностей и дополнительных характеристик каких-либо объектов или систем

Как правило, поисковые исследования предполагают постоянный поиск и обработку новой информации, которая может быть полезна в рамках решения глобальных задач или фундаментальных исследований в выбранном направлении. Поисковые исследования — исток новой информации, без которой не может полноценно развиваться любой по сложности и тематике проект. Они дают возможность обнаружить факты или ранее неизвестные свойства объектов, которые могут сыграть существенную роль в разработках, формировании теоретических банков знаний, опровержении или подтверждении каких-либо гипотез и т. п.

## Кем проводятся поисковые исследования?
Поисковые исследования могут проводиться либо заинтересованной группой людей, для которых проведение такого типа исследований является этапом проекта или стратегии, либо профессиональными командами исследователей.
На сегодняшний день существуют частные лица, а также малые и крупные компании, профессионально занимающиеся исследованиями по многим направлениям.

### Длительность поисковых исследований
Может делиться на:
- установленным временем,
- достижением желаемого результата.

В первом случае время проведения исследований определяет заказчик или руководитель проекта, в рамках которого планируется его проведение. Как правило, информацию, которая была собрана за установленный период времени, структурируют, анализируют, обрабатывают с целью получения желаемых результатов.
Во втором случае работы не прекращают до тех пор, пока не будет достигнут желаемый результат. Поисковые исследования часто дают возможность получить изначальное представление об объекте или сущности, а также установить или подтвердить закономерности, которые ранее были сформулированы в виде гипотез.

## Применение результатов проведенных поисковых исследований
Полученные в ходе проведенных исследований данные обрабатываются при помощи разнообразных аналитических методов — математической обработки, интеллектуального анализа и т. п. В большинстве случаев результаты таких исследований становятся ориентиром на пути принятия серьезных для конкретного проекта решений:
- выбора, подтверждения или смены стратегий развития,
- корректировки сущности или этапов проекта,
- расширения или сокращение масштабов выполняемых работ,
- включения новых формулировок и фактов в проект и многое другое.

Как правило, к обработке результатов поисковых социологических исследований подходят профессионально и конструктивно, часто привлекая квалифицированных специалистов аналитической сферы. Именно на основании результатов их работы будут определяться приоритеты и стратегии дальнейшего развития проводимых исследований. Иногда после анализа результатов следует кардинальная смена направления выполнения работ или же проект стремительно развивается в непрогнозируемом направлении.
Поисковые социологические исследования, как правило, используют в том случае, когда объект анализа относится неизвестным ранее или малоизученным объектам. Они дают возможность получить абсолютно новые данные, благодаря которым можно установить новые факты, а также подтвердить или опровергнуть выдвинутые ранее гипотезы.
Такие исследования могут быть начальным предварительным этапом, за которым последует более детальное изучение объектов определенной области в рамках конкретных проектов, а также выполнение прочих теоретических и эмпирических процедур.

## Критика
Только в редких случаях выполнение социальных поисковых исследований приводит к логичному завершению проекта, достижению поставленной цели. Чаще всего они являются начальной стадией, дающей исходные знания о предмете исследования, определяющей главные направления последующих видов исследований (уточняющих, описательных, аналитических и т. п.), которые направлены на решение одной глобальной научной проблемы. К тому же точность поискового исследования будет тем выше, чем больше разнообразных аспектов будет проанализировано в результате его проведения и чем более длительное время будет выделено на это.